# مقتل آن هاريسون
آن ماري هاريسون (بالإنجليزية: Ann Marie Harrison) (22 فبراير 1974-22 مارس 1989) هي فتاة أمريكية كانت تبلغ من العمر 15 عامًا عندما اختطفت واغتصبت وقتلت على يد رجلين في رايتون بولاية ميسوري. في 22 مارس 1989، تم اختطفت هاريسون من خارج منزلها بينما كانت تنتظر حافلة المدرسة. نُقلت إلى منزل حيث اغتصبها خاطفوها قبل طعنها حتى الموت في صندوق سيارة. أعدمت ولاية ميزوري قاتليها: مايكل أنتوني تايلور (30 يناير 1967 - 26 فبراير 2014) ورودريك نونلي (10 مارس 1965-1 سبتمبر 2015) على الجريمة عن طريق الحقن المميتة، في 2014 و2015، على التوالى.

## خلفية
ولدت آن ماري هاريسون في 22 فبراير 1974 في كانساس سيتي بولاية ميزوري.   التحقت بمدرسة رايتون ساوث الثانوية [الإنجليزية] حيث كانت طالبة شرف المبتدئ.

## الجريمة

### الاختطاف
في 22 مارس 1989، تركت هاريسون منزلها للذهاب إلى المدرسة وانتظرت حافلة المدرسة خارج منزلها. بينما كانت تنتظر بجوار صندوق البريد، انسحبت سيارة زرقاء من نوع مونتي كارلو عام 84 بجانبها. كان داخل السيارة المسروقة تيلور ونونلي. خرج أحد الرجلين من السيارة وسأل هاريسون عن الاتجاهات. وعندما اقترب منها الرجل جذبها نحوه وأجبرها على الصعود إلى مقدمة السيارة. ثم انطلق الرجلان مع هاريسون في السيارة. رصدت فتاة كانت تنتظر الحافلة بعد لحظات السيارة مسرعة. في هذه الأثناء، وصلت الحافلة المدرسية إلى منزل هاريسون وأطلقت البوق، لكن لم يأت أحد. لاحظ السائق أن كُتب هاريسون ومحفظة وعلبة الفلوت قد تُركت في صندوق البريد. عندما انتظر سائق الحافلة وأطلق البوق، خرجت والدة هاريسون لترى ما كان يحدث. بعد أن ظنت أن ابنتها لا تزال داخل المنزل، طلبت من سائق الحافلة المضي قدمًا، قائلة إنها ستقودها بنفسها إلى المدرسة. بعد تفتيش المنزل، شعرت والدة هاريسون بالقلق عندما لم يكن هناك أي أثر لها. توجهت إلى منزل أحد الجيران ثم اتصلت بزوجها والشرطة.

### الاغتصاب والقتل
نُقلت هاريسون بواسطة الرجلان إلى منزل والدة نونلي، وأثناء الرحلة عصب الرجلان عينيها وهدداها بالقتل إذا استمرت في الصراخ. عند وصولهم للمنزل وركن السيارة في المرآب، اقتاد الرجلان هاريسون إلى الطابق السفلي وتناوبا على اغتصابها. بعد ذلك، تناقش الرجلان عن ما يجب عليهم فعله معها، ورفضا السماح لها بالرحيل لأنها رأت وجوههم. وبعد طلب الرجلان من هاريسون الصعود إلى صندوق السيارة، تعرضت للطعن حتى الموت بواسطة سكاكين المطبخ وهي مستلقية في الصندوق رغم مناشدتهم لهما بتركها تعيش. ثم قاد الرجلان السيارة إلى شارع هادئ وغادرا المنطقة في مركبة أخرى. في وقت لاحق، بدأت وسائل الإعلام المحلية ببث أخبار اختفاء هاريسون.

### العثور على الجثة
بعد ستة وثلاثين ساعة من اختطاف هاريسون، أبلغ أحد الجيران عن سيارة مونت كارلو الزرقاء عام 84 المهجورة. عندما فحصت الشرطة الترخيص، علموا أن السيارة قد سُرقت. بعد الاتصال بالمالك لاستلامها، وصل وفتح الصندوق، واكتشف جثة هاريسون. بعد ثلاثة أشهر من مقتل هاريسون، وصلت مكافأة المعلومات التي أدت إلى القبض على قاتليها إلى 9000 دولار. ثم أخبر مرشد الشرطة عن تايلور ونونلي. عندما أُحضرا، اعترف كلاهما، لكن كل منهما ألقى باللوم على الآخر باعتباره المحرض على الجريمة. ومع ذلك، فإن السائل المنوي والشعر يتطابقان مع تايلور.

## المحاكمات
تنازل الرجلان عن المحاكمات وأقروا بالذنب أمام قاضٍ. في 3 مايو 1991 حكم القاضي على الرجلين بالإعدام.
في عام 1993، ألغت المحكمة العليا في ميسوري [الإنجليزية] أحكام الإعدام الصادرة بحق نونلي وتايلور دون التعليق أو تقديم سبب للقيام بذلك. ثم أعيد محاكمة كلا الرجلين.
في 10 مايو 1994، حُكم على نونلي بالإعدام للمرة الثانية. بالإضافة إلى ذلك، حكم عليه القاضي بالسجن المؤبد بتهمة الاغتصاب، والسجن المؤبد لارتكاب أعمال إجرامية مسلحة، وخمس عشرة سنة بتهمة الاختطاف.
في 17 يونيو 1994، حُكِم على تايلور بالإعدام للمرة الثانية أيضًا. حكم القاضي أيضًا على تايلور بالسجن مدى الحياة بتهمة الاغتصاب، و50 عامًا بتهمة العمل الإجرامي المسلح، و15 عامًا بتهمة الاختطاف. كانت الأحكام ستُنفَّذ على التوالي.

## الاستئناف
جدّدت المحكمة الأمريكية للمرة الأولى تنفيذ حكم الإعدام بحق تايلور في 1 فبراير 2006، ولكن منحته محكمة الاستئناف الأمريكية للدائرة الثامنة [الإنجليزية] وقفًا على أساس أن الحقنة المميتة في حالته قد يكون عقابًا قاسيًا وغير مألوف. وطلبت ميزوري من المحكمة العليا إلغاء الوقف، مما يسمح بتنفيذ الحكم. صوّت القاضي صموئيل أليتو، في أول إجراء رسمي له في المحكمة العليا، مع الأغلبية (6-3) برفض طلب ميزوري. احتل تصويت أليتو عناوين الصحف لأنهلأنه لم يصوت مع القضاة أنتونين سكاليا وكلارنس توماس ورئيس القضاة جون روبرتس، المعروفون بأنهم الجناح المحافظ في المحكمة.  
في عام 2006، اتهم نونلي بمهاجمة مدير في مركز بوتوسي الإصلاحي [الإنجليزية]، حيث كان محتجزًا. قال المسؤولون إن نونلي طعن المدير في رأسه وعظمة الترقوة والظهر بشظية معدنية. نجا المدير من الهجوم. في 19 أغسطس 2010، أُعلن عن إعدام نونلي في 20 أكتوبر 2010. ومع ذلك، منحه قاض اتحادي في وقت لاحق وقف تنفيذ الإعدام.

## عمليات الإعدام
في 26 فبراير 2014، أُعدم تايلور عن طريق الحقنة القاتلة، بعد أن رُفضت طعون اللحظة الأخيرة التي شككت في مصداقية مورِّد ميسوري الجديد الذي لم يذكر اسمه لعقار الإعدام بنتوباربيتال. أصبح رابع شخص يُعدم في ولاية ميسوري خلال أربعة أشهر.
في 1 سبتمبر 2015، أُعدم نونلي، أيضًا عن طريق الحقنة المميتة، بعد أن أصدرت المحكمة العليا ثلاثة أوامر بحرمانه من وقف تنفيذ الإعدام. كان عمره 50 سنة. شككت الطعون المعلقة أمام المحكمة في دستورية عقوبة الإعدام، والحكم على نونلي أمام هيئة محلفين بدلاً من قاضٍ، وسرية ولاية ميسوري في الحصول على العقار المستخدم في تنفيذ الإعدام.